# The 11th Hour (film)
The 11th Hour is een Amerikaanse documentaire uit 2007 onder de regie van Leila Conners en Nadia Conners en geproduceerd door Leonardo DiCaprio over de opwarming van de Aarde en klimaatverandering, maar ook over ruimere duurzaamheidsonderwerpen.

## Thema
DiCaprio laat deskundigen aan het woord die scherpe kritiek geven op bedrijven en de Amerikaanse regering en zet een duidelijk vraagteken achter het idee van eindeloze economische groei. De film gaat filosofisch en diep in op de rol van de mens op aarde.

## Geïnterviewden
- Kenny Ausubel
- Thom Hartmann
- Wangari Maathai
- Sandra Postel
- Paul Stamets
- David W. Orr
- Stephen Hawking
- Oren Lyons
- Andrew C. Revkin
- Sylvia Earle
- Paul Hawken
- Janine Benyus
- Stuart Pimm
- Paolo Soleri
- David Suzuki
- James Hillman
- James Parks Morton
- Nathan Gardels
- Wes Jackson
- Joseph Tainter
- Richard Heinberg
- James Woolsey
- Vijay Vaitheeswaran
- Brock Dolman
- Stephen Schneider
- Bill McKibben
- Peter de Menocal
- Sheila Watt-Cloutier
- Ray Anderson
- Tim Carmichael
- Omar Freilla
- Wallace J. Nichols
- Diane Wilson
- Andrew Weil
- Theo Colborn
- Jeremy Jackson
- Tzeporah Berman
- Gloria Flora
- Michail Gorbatsjov
- Thomas Linzey
- Michel Gelobter
- Lester R. Brown
- Herman Daly
- Betsy Taylor
- Wade Davis
- Jerry Mander
- William McDonough
- Bruce Mau
- John Todd
- Rick Fedrizzi
- Greg Watson
- Leo Gerard
- Mathew Petersen
- Peter Warshall
- Andy Lipkis

## Prijzen en nominaties
Nominaties (2007)
- Satellite Award voor beste documentaire

Nominaties (2008)
- Golden Trailer Award voor beste documentaireposter